# Майк Харис
Майк Харис (на английски: Mike Harris) е пилот от Формула 1. Роден е на 4 декември 1920 година в Муфулира, ЮАР.

## Формула 1
Майк Харис прави своя дебют във Формула 1 в Голямата награда на ЮАР през 1962 година. В световния шампионат записва едно състезание, като не успява да спечели точки. Състезава се с частен Купър.